# Carmichael (Mondkrater)

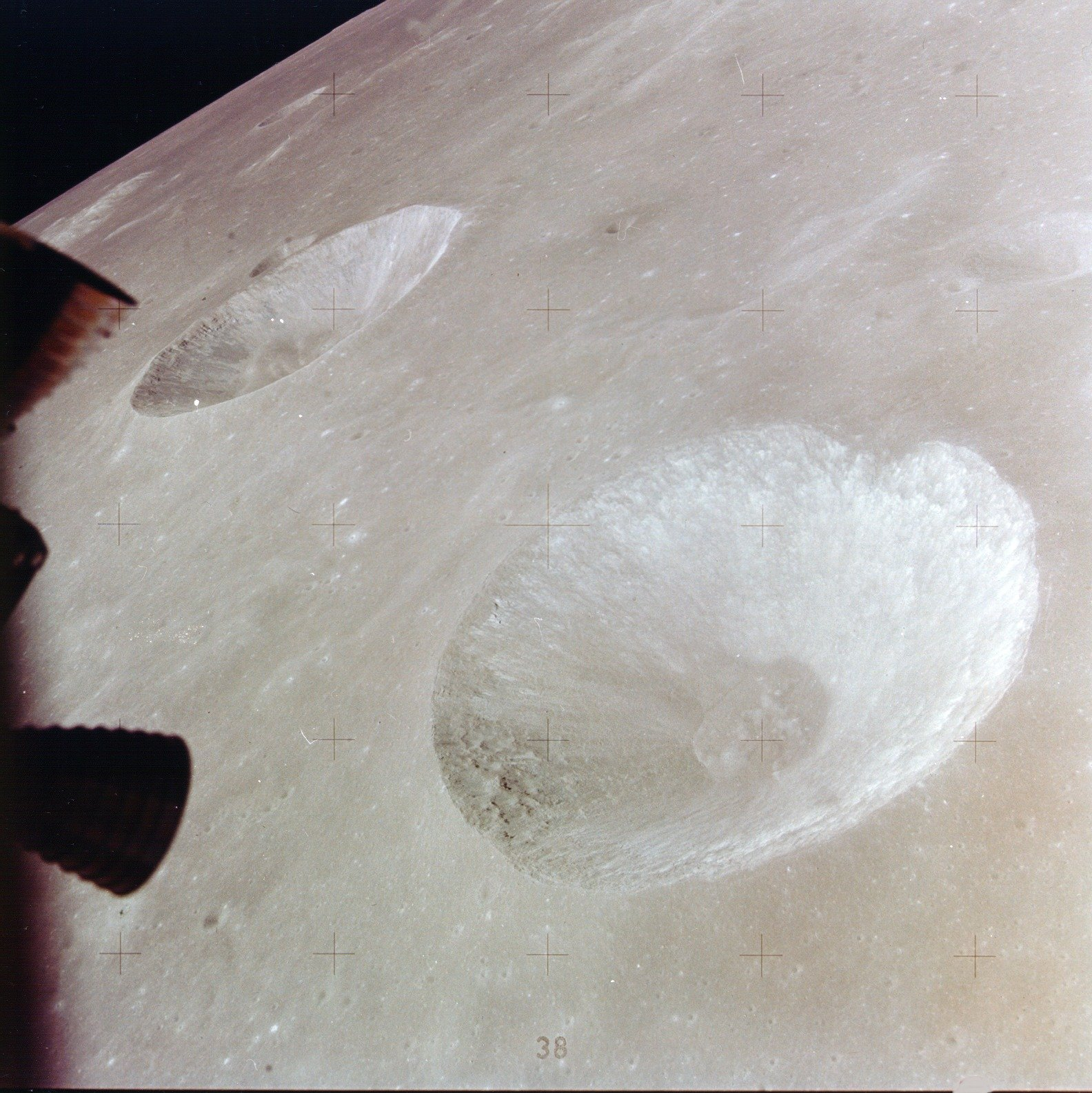
Die Krater Carmichael (links oben) und Hill aufgenommen durch Apollo 15 (NASA Photo)

Carmichael ist ein Einschlagkrater am östlichen Rand des Sinus Amoris und liegt im nordöstlichen Quadranten auf der Vorderseite des Mondes. Innerhalb weniger Kraterdurchmesser nordnordöstlich liegt der kleinere Krater Hill. Weiter ostnordöstlich befindet sich der auffällige Macrobius. Carmichael ist im Wesentlichen von kreisförmiger Gestalt, mit einer kleinen Ebene in der Mitte der abfallenden inneren Wände. an der südöstlichen Kraterwand befindet sich eine niedrige Geröllhalde. Der Krater selbst ist frei von auffälligen Einschlagspuren am Rand oder im Inneren, bis auf einen winzigen Einschlag knapp außerhalb des südsüdwestlichen Randes.
Vor seiner Umbenennung durch die Internationale Astronomische Union (IAU) im Jahre 1973 trug Carmichael die Bezeichnung Macrobius A.